# Tiétar (Spagna)
Tiétar è un comune spagnolo di 966 abitanti situato nella comunità autonoma dell'Estremadura.